# Ingeborg-Bachmann-Preis 2002
Der Ingeborg-Bachmann-Preis 2002 war der 26. Wettbewerb um den Literaturpreis bei den Tagen der deutschsprachigen Literatur. Die Veranstaltung fand vom 26. bis 30. Juni 2002 im Klagenfurter ORF-Theater des Landesstudios Kärnten statt. Mit der Stiftung des Kelag-Publikumspreises konnten die Zuschauer erstmals per Internetabstimmung einen Preisträger küren.

## Autoren

### Erster Lesetag
- Jörg Matheis: Schnitt, vorgeschlagen von Burkhard Spinnen
- Nina Jäckle: Buchenhofstaffel, vorgeschlagen von Pia Reinacher
- Markus Ramseier: Steinzeit, vorgeschlagen von Thomas Widmer
- Heinz D. Heisl: Die Rechtfertigung des Alltäglichen oder drei Worthäuser in der Straße des jungen Er, vorgeschlagen von Robert Schindel
- Lukas Bärfuss: Die toten Männer (Auszug aus einer Novelle), vorgeschlagen von Thomas Widmer
- Mirko Bonné: Auszeit, vorgeschlagen von Robert Schindel

### Zweiter Lesetag
- Peter Glaser: Geschichte von Nichts, vorgeschlagen von Denis Scheck
- Christoph W. Bauer: Auf. Stummen (Auszug), vorgeschlagen von Robert Schindel
- Daniel Zahno: Deauville, vorgeschlagen von Thomas Widmer
- Roger Monnerat: Himmel & Hölle, vorgeschlagen von Birgit Vanderbeke
- Norbert Zähringer: Auszug aus einer längeren Erzählung, vorgeschlagen von Denis Scheck
- Annette Pehnt: Insel Vierunddreißig, vorgeschlagen von Burkhard Spinnen

### Dritter Lesetag
- Elfriede Kern: Tabula rasa, vorgeschlagen von Konstanze Fliedl
- Helga Glantschnig: Verschollen, vorgeschlagen von Konstanze Fliedl
- Melanie Arns: Heul doch!, vorgeschlagen von Birgit Vanderbeke
- Raphael Urweider: Steine, vorgeschlagen von Pia Reinacher

## Juroren
- Konstanze Fliedl
- Pia Reinacher
- Denis Scheck
- Robert Schindel (Juryvorsitz)
- Burkhard Spinnen
- Birgit Vanderbeke
- Thomas Widmer

## Preisträger
- Ingeborg-Bachmann-Preis (dotiert mit 21.800 Euro): Peter Glaser
- Preis der Jury (dotiert mit 10.000 Euro): Annette Pehnt
- 3sat-Preis (7.500 Euro): Raphael Urweider
- Ernst-Willner-Preis (8.500 Euro): Mirko Bonne
- Kelag-Publikumspreis (dotiert mit 5.000 Euro): Christoph W. Bauer